# Shkëndija Tirana
Shkëndija Tirana – albański klub piłkarski z siedzibą w Tiranie. 

## Historia
Chronologia nazw:
- 1968: KiF Shkëndija Tirana
- 1986: Studenti ILFK Tirana
- 199?: KF Shkëndija Tirana

KiF Shkëndija Tirana został założony w 1968 roku. W 1971 Shkëndija po raz pierwszy awansowała do pierwszej ligi albańskiej. W rozgrywkach albańskiej ekstraklasy Shkëndija występowała przez  następne 9 lat, najwyżej plasując się w 1974 na 6. miejscu. Do pierwszej ligi klub powrócił na jeden sezon w 1986. Po spadku zmieniono nazwę klubu na Studenti ILFK Tirana. Potem klub przywrócił nazwę Shkëndija Tirana. W grudniu 2010 przedsiębiorca Sulejman Mema kupił klub i organizował w nim Loro Boriçi School. Klub obecnie występuje w Kategoria e Tretë.

## Sukcesy
- 10 sezonów w Kategoria Superiore: 1971-1980, 1985-1986.

## Sezony wKategoria Superiore
| Sezon   | Uzyskane Miejsce |
| ------- | ---------------- |
| 1971-72 | 7                |
| 1972-73 | 8                |
| 1973-74 | 6                |
| 1974-75 | 9                |
| 1975–76 | 7                |
| 1976-77 | 11               |
| 1977-78 | 8                |
| 1978-79 | 11               |
| 1979-80 | 13 (spadek)      |
| 1985-86 | 9 (spadek)       |